# Колезький асесор (гурт)
«Колезький асесор» — рок-гурт із міста Києва. Яскраві представники радянського та українського альтернативного року кінця 1980-х років. Один із найбільш оригінальних вітчизняних гуртів.

## Історія
Спочатку 1981 року музиканти Києвцев (скрипка), Гойденко (рояль), Бутузов (вокал) заснували «тринтет» КГБ. В їхньому репертуарі був популярний романс на слова А.Євтушенко «Доктор время», який вони з успіхом виконали на сцені концертного залу Політехнічного інституту.
Музиканти не зупинились на цьому й почали робити знущальні версії відомих пісень радянських композиторів, за що мали проблеми з боку державних органів.
Їхня творчість того часу являла собою суміш сюрреалізму, абстракціонізму та примітивізму.
Після того, як гурт змінив назву на Колезький асесор, вони почали грати агресивну інструментальну музику, за що самвидав дав Гойденку прізвисько «Сержант Пеппер, який збожеволів».
Під такою назвою вперше виступили в квітні 1987 року на фестивалі «Рок-діалог». Тоді в їх складі були: Василь Гойденко (гітара, клавішні, вокал), Олександр Києвцев (бас-гітара), Гліб Бутузов (гітара), Валік Моісеєв (барабани), Олексій Гаєнко (гітара), Олена Пашенькова (клавішні, вокал). Через півроку зі складу пішли троє останніх, а натомість приєднався Олексій Ринденко (барабани). Із цих музикантів незмінним учасником гурту є лише Гойденко.
Восени 1989 року відбулись гастролі Колезького Асесора по Шотландії, разом з естонським гуртом «Ne Ždali» та російською «Агатою Крісті», яку там не помітили.
Багато хто вважає альбом 1988 року «Колл. Асс.» найкращим в їх творчості. Він навіть увійшов до відомого топу Олександра Кушніра «100 магнітоальбомів радянського року». В однойменній книзі цьому альбомові присвячений розділ. Його музика, що навіяна американським психоделічним роком 60-х або ж англійським панком 70-х, добре передає напівсонну атмосферу тогочасного Києва. Тексти виконані псевдоанглійською мовою з елементами російської, української та вигуками.
1989 року записали на студії гурту Звукі Му альбом «Ядівод боїться землю», який вийшов у Англії на вінілі на лейблі «11 Meridians».
Артемій Троїцький дуже високо оцінював творчість гурту і вважав його та ВВ найкращими представниками українського року. Також він називав це явище «українським панком».
Колектив взяв участь у фестивалі «Йолки-палки-90», де відкривав альтернативний блок, а потім виступив на фестивалі «Повний гудбай-1». Після цього в квітні 1990 року змінився склад гурту. Гліб Бутузов створив групу Годзадва, а Олександр Києвцев перейшов у команду «Пластиліновий негр форевер». Того ж самого року разом з гуртами Вій, Іванов Даун, Звуки Му та Апрельский Марш вже в новому складі вони не найкращим чином виступили на фестивалі «Чорна рада».
Над альбомом «Sex Bomben auf Engelland» (2001) впродовж трьох років працювали майже ті самі музиканти, що грали у 1980-х: Василь Гойденко — гітара, вокал; Гліб Бутузов — гітара; Олексій Ринденко — барабани. Лише замість Олександра Києвцева на бас-гітарі зіграв Олександр Кахановський (Цукор — біла смерть).

## Подальша доля учасників колективу
На початку 2010-х років Василь Гойденко разом з іншими відомими музикантами того часу взяв участь у документальному фільмі Тетяни Єжової про київський рок-андерграунд 1980-х.

## Дискографія[2]
- «Туз» (1985)
- «Всенародне горе» (1986)
- «Джаз віників» (1986)
- «Пасивні шамани» (1987)
- «Активні шамани» (1987)
- «Капітуляція» (1987)
- «В. С. С. И. К.И» (1988) (частково перевиданий на CD 2001 року)
- «Військова музика» (1988)
- «Дитячий альбом» (1988)
- «Кол. АС.» (1989)[6] (перевиданий на CD 2001 року)
- «Ядівод боїться Землю» (1989)
- «Різдвяна казка» (1992)
- «Луцій Іона» (1993)
- «Сибір електричний» (1993)
- «Танці плачу» (2000)
- «Секс-Бомбен Ауф Энгелланд» (2001) (CD)
- «Секс-Бомбен Ауф Энгелланд» (2004) (CD)

## Цитати
«З якихось нових людей мені дуже цікавий Вася Гойденко з „Колезького Асесора“. Для мене ця група стала єдиною цікавою радянської групою з тих, що я чув за останні три-чотири роки». (Артемій Троїцький, 1989).
«Безумець, ексцентрик, талантище, ні на кого не схожий — про кого це? Мамонов? Курьохін ?? Башлачов??? Ні, але не гірше: це Василь Гойденко, лідер київського „Колезького Асесора“». (Артемій Троїцький, 2001).